# Kyyjärvi
Kyyjärvi är en kommun i landskapet Mellersta Finland. Kommunen gränsar mot Soini i sydväst, Alajärvi i väster, Perho i norr, Kivijärvi i öster och Karstula i söder. Kyyjärvi har 1 232 invånare och en yta på 469,62 km².

## Politik

### Mandatfördelning i Kyyjärvi kommun, valen 1976–2021
| 1 | 3 | 14 | 1 | 2 |

| 2 | 12 | 1 | 2 |

| 3 | 1 | 10 | 1 | 2 |

| 3 | 11 | 1 | 2 |

| 3 | 1 | 11 | 1 | 1 |

| 2 | 12 | 2 | 1 |

| 1 | 12 | 2 | 2 |

| 3 | 10 | 2 | 2 |

| 12 | 5 |

| 2 | 10 | 2 | 3 |

| 14 | 3 |

| 12 | 2 | 3 |

| 13 | 4 |

| 13 | 2 | 2 |

| 14 | 3 |

| 2 | 9 | 2 | 2 |

| 11 | 4 |

## Demografi

### Befolkningsutveckling
| Befolkningsutvecklingen i Kyyjärvi kommun 1975–2020                                                          | Befolkningsutvecklingen i Kyyjärvi kommun 1975–2020 | Befolkningsutvecklingen i Kyyjärvi kommun 1975–2020 | Befolkningsutvecklingen i Kyyjärvi kommun 1975–2020 | Befolkningsutvecklingen i Kyyjärvi kommun 1975–2020 |
| --- | --------------------------------------------------- | --------------------------------------------------- | --------------------------------------------------- | --------------------------------------------------- |
| |                                                     |                                                     |                                                     |                                                     |
| År |                                                     |                                                     | Folkmängd                                           |                                                     |
| 1975 | 1975                                                |                                                     | 2 030                                               |                                                     |
| 1980 | 1980                                                |                                                     | 1 952                                               |                                                     |
| 1985 | 1985                                                |                                                     | 1 991                                               |                                                     |
| 1990 | 1990                                                |                                                     | 1 996                                               |                                                     |
| 1995 | 1995                                                |                                                     | 1 947                                               |                                                     |
| 2000 | 2000                                                |                                                     | 1 793                                               |                                                     |
| 2005 | 2005                                                |                                                     | 1 646                                               |                                                     |
| 2010 | 2010                                                |                                                     | 1 508                                               |                                                     |
| 2015 | 2015                                                |                                                     | 1 379                                               |                                                     |
| 2020 | 2020                                                |                                                     | 1 288                                               |                                                     |
| Anm: Uppgifterna avser förhållandena den 31 december nämnda år enligt områdesindelningen den 1 januari 2022. |                                                     |                                                     |                                                     |                                                     |

### Språk
Befolkningen efter språk (modersmål) den 31 december 2022. Finska, svenska och samiska räknas som inhemska språk då de har officiell status i landet. Resten av språken räknas som främmande. För språk med färre än 10 talare är siffran dold av Statistikcentralen på grund av sekretesskäl.
| Språk                        | Talare 2022-12-31 | Talare 2022-12-31 |
| Språk                        | Antal             | Andel (%)         |
| ---------------------------- | ----------------- | ----------------- |
| Hela befolkningen            | 1 196             | 100,0             |
| Inhemska språk totalt        | 1 176             | 98,3              |
| Finska                       | 1 175             | 98,2              |
| Svenska                      | 1                 | 0,1               |
| Främmande språk totalt       | 20                | 1,7               |
| Ryska                        | 11                | 0,9               |
| Språk med färre än 10 talare | 9                 | 0,8               |

|  | Finska (98,2 %) |

|  | Svenska (0,1 %) |

|  | Främmande språk (1,7 %) |

|  | Finska (98,2 %) |

|  | Svenska (0,1 %) |

|  | Främmande språk (1,7 %) |